# Jean Mesritz
Jean Claire Adrien Mesritz (Den Haag, 2 maart 1918 – Neuengamme, 31 maart 1945) was een verzetsstrijder tijdens de Tweede Wereldoorlog. Denis Mesritz was zijn jongere broer. 
Bij het uitbreken van de oorlog was Mesritz student aan de Universiteit Leiden, lid van het Leidsche Studenten Corps en reserve-cornet der Bereden Artillerie. Op 13 augustus 1940 zouden Mesritz, Erik Michielsen en Carel Kranenburg de Scheveningse logger SCH 107 kapen om naar Engeland te varen. Dit plan mislukte, want het schip was al door de Duitsers gevorderd.

In de nacht van 13 oktober van dat jaar zou Mesritz met Marion Smit, Hans Hers, Lodewijk van Hamel en Lourens Baas Becking door een watervliegtuig van 320 Dutch Squadron RAF onder commando van Heije Schaper worden opgepikt op het Tjeukemeer in Friesland. Bij de tweede poging, op 15 oktober, werd het toestel op het water beschoten door Duits afweergeschut. Schaper slaagde erin weer op te stijgen en te ontkomen, maar de verzetslieden werden opgepakt en overgebracht naar het huis van bewaring te Leeuwarden en van daar naar het Scheveningse Oranjehotel. Ze werden in april 1941 berecht. Van Hamel kreeg de doodstraf en Hers kreeg levenslang. Mesritz werd veroordeeld tot drie jaar gevangenisstraf. In juni 1941 werd hij vanaf het Oranjehotel overgebracht naar Zuchthaus Münster. Toen dat gebombardeerd werd, werd hij overgeplaatst naar concentratiekamp Kamp Rhede-Brual, een veenkamp bij Papenburg. Uiteindelijk kwam hij in Neuengamme terecht.  Exacte datum 04-02-1945. Hij werkte daar in de paardenstal, mede omdat hij rookte en niet in de keuken mocht werken. Mesritz overleed op 27-jarige leeftijd in het buitencommando Hannover.
Zijn gedenksteen staat op het ereveld in Hamburg-Ohlsdorf, waar 350 Nederlanders zijn begraven.

## Trivia
In de film Soldaat van Oranje (1977) wordt de rol van Jean Mesritz gespeeld door Huib Rooymans. Het personage heet Jan Weinberg. In afwijking van de werkelijkheid wordt hij in de film gefusilleerd.